# Laura Glaser
Laura Glaser (* 3. April 1990 in Herrenberg) ist eine ehemalige deutsche Handballtorfrau. Zuletzt spielte sie in der Handball-Bundesliga bei der TuS Metzingen.
In der Jugend begann Laura Glaser bei der HSG Schönbuch. Noch in Schönbuch spielend wurde sie in die Jugendnationalmannschaft des DHB berufen. 2006 wechselte sie dann zum Zweitligisten HSG Bensheim/Auerbach, wo sie sich immer mehr Spielanteile erarbeitete und in ihrer letzten Saison an der Bergstraße zur „Nummer 1“ im Tor der Südhessen wurde. Am 23. April 2009 wurde ihr Wechsel zum Erstligisten Bayer 04 Leverkusen bekanntgegeben. Mit Leverkusen errang sie 2010 den DHB-Pokal. Im Sommer 2012 wechselte Glaser zur TuS Metzingen.
Nachdem sie aufgrund einer Verletzung in der Saison 2013/14 keine Spiele bestreiten konnte, entschloss sie sich, ihre Handballkarriere am Saisonende zu beenden.
Glaser war bis 2020 beim Drittligisten TV Möglingen als Torwarttrainerin tätig.